# ネッビオーロ
ネッビオーロ (伊：Nebbiolo) は赤ワイン用ブドウ品種である。主に北イタリアで栽培されている。

## 起源
一般的に、ネッビオーロはピエモンテ州原産とされている。西暦1世紀に、大プリニウスはバローロの北西にあたるポレンシア地域で高品質のワインが産出されることを記載しており、このワインに使われている品種は不明ながらネッビオーロの特徴と一致しているため、これがピエモンテ州におけるネッビオーロの最古の記録とされている。1268年には、トリノ周辺のリヴォリでニビオールというワインが造られていたとの記述が残っており、これがネッビオーロという名前が記載された最古の記録である。

## 関連する品種
ネッビオーロにはいくつかのクローンが存在する。なかでも、現在最も広く栽培されているネビオーロ・ランピア、ランピアがウィルス感染したことで生まれた高品質のネッビオーロ・ミケ、かつては一般的であったが近年は重要性が下がっているネッビオーロ・ボッラが有名である。ネッビオーロ・ロゼは別品種であると考えられている。
ネッビオーロはピエモンテ州南部のクーネオ県での呼称である。シノニムが複数存在し、ピエモンテ州北部ではスパンナ、ロンバルディア州ではキアヴェンナスカ、ヴァッレ・ダオスタ州ではピコテンドロやピクトゥネールと呼ばれている。

## 栽培

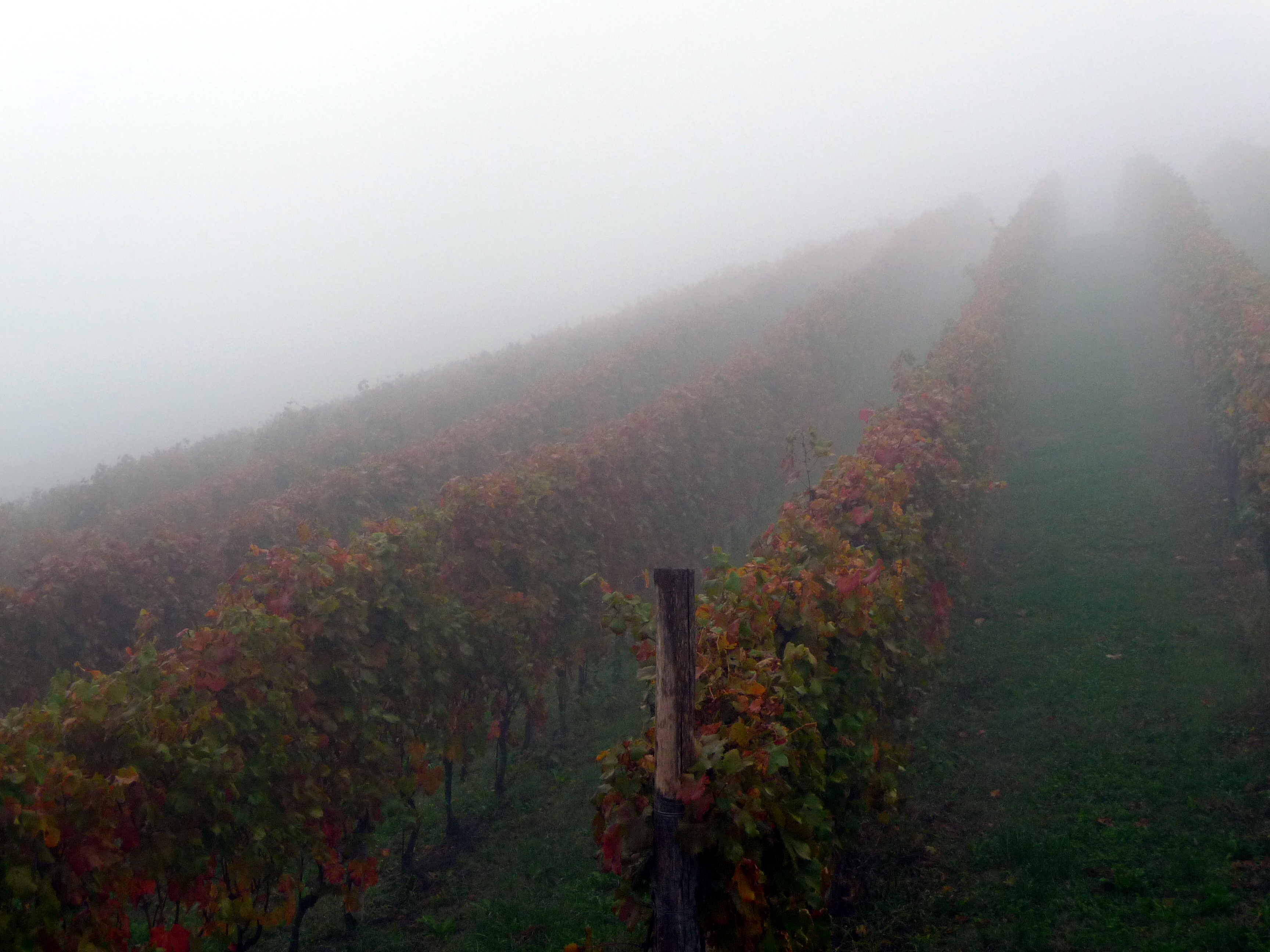
ネッビオーロが植えられているピエモンテ州ランゲのブドウ畑。早朝に霧がかかっている。

ネッビオーロは栽培の難しい品種であると認識されている。果皮が薄いため病害を受けやすいほか、芽吹きが早いため春期の霜の被害を受けやすく、収穫期の降雨もリスクである。晩熟な品種であるため収穫時期は遅く、10月後半から11月に収穫されるが、この時期にブドウ畑に霧（伊：Nebbia）がかかることがネッビオーロの名前の由来であるとの説がある。畑のテロワールに敏感な品種であり、ピエモンテにおいては標高150～300メートルの南向きの斜面が最適であるとされている。

## 生産地域

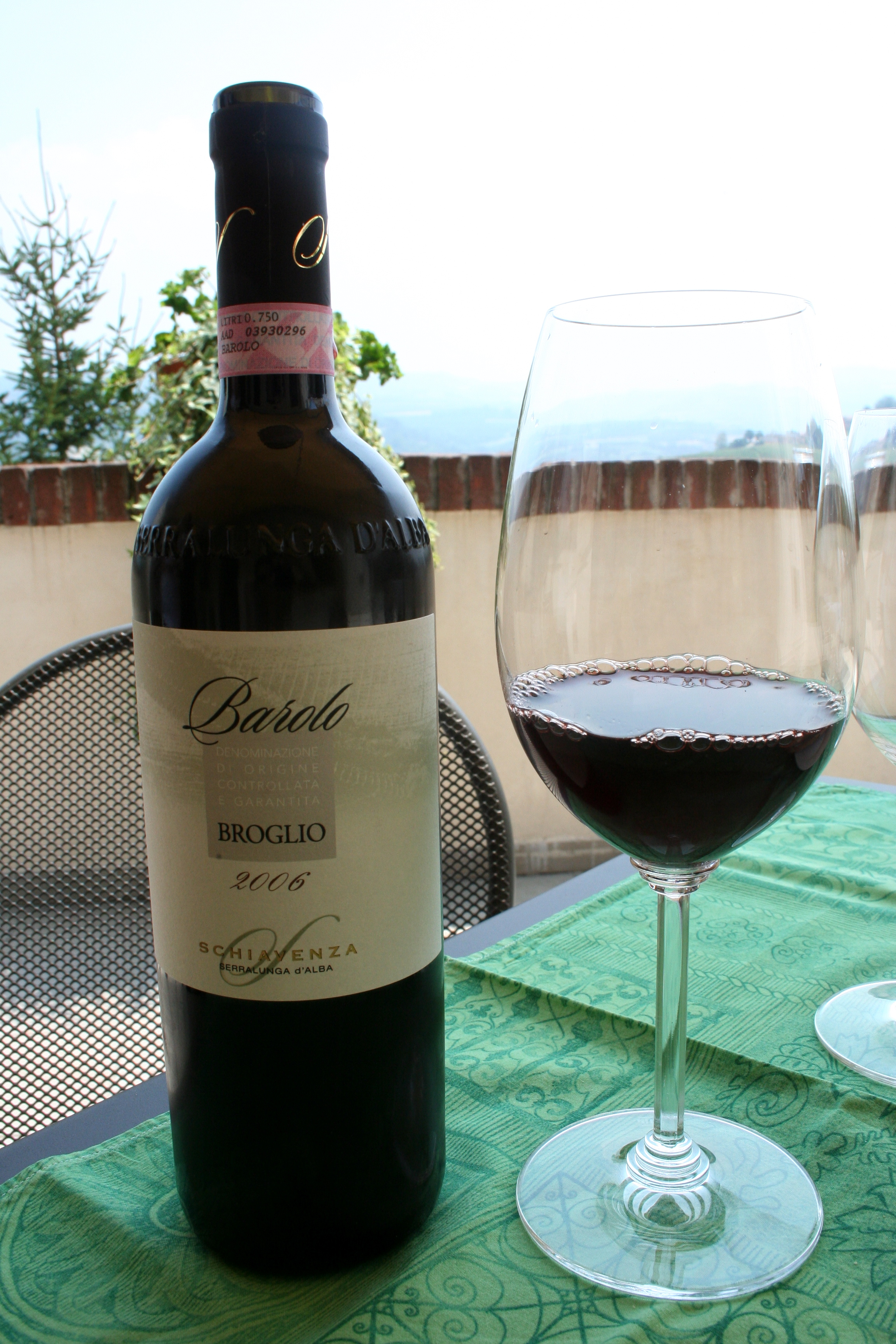
バローロのワイン

### イタリア
ネッビオーロの栽培は、イタリア北部のピエモンテ州（バローロ・バルバレスコ地区、ロエロ地区、北ピエモンテ）、ロンバルディア州、ヴァッレ・ダオスタ州などの狭い地域に限られる。
ピエモンテ州では栽培されるブドウの8%程度を占めており、南部のランゲ地方が主要な産地である。なかでも、ともにD.O.C.Gに登録されているバローロとバルバレスコはイタリアでも屈指の高級ワインの産地として知られている。

### その他の国
生産量は少ないながら、アメリカ、オーストラリア、メキシコ、アルゼンチン、ウルグアイ、南アフリカ、日本などでも栽培例がある。

## ワインのスタイル
色素の少ない品種であり、色調は淡いルビーやガーネットである。スミレ、バラ、チェリーやプラムなどの赤い果実の香りがあるとされ、ピノ・ノワールとも共通点がある。タンニンと酸が非常に強いため長期熟成に向き、熟成したワインには腐葉土、キノコ、煙草、皮革などの複雑な香りが生じる。若いうちには飲みにくいと考えられていたが、1980年代以降にはバローロにおいて、マセレーションの期間を短くしたり小樽を用いるなどして早飲みできるタイプのワインも造られるようになった。